# Ralph Diseviscourt
Ralph Diseviscourt, né le 3 juillet 1976 à Nocher, est un coureur cycliste luxembourgeois. Il détient notamment le record des 24 heures en cyclisme.

## Biographie
Ralph Diseviscourt est diplômé de l'Institut d'études politiques de Strasbourg. Il commence le cyclisme en compétition sur le tard, à l'âge de 27 ans, après avoir pratiqué le tennis de table,. Il gagne ses premières cyclo-sportives en 2004 et en 2005.
Au cours de sa carrière, il obtient plusieurs victoires au pays et à l'étranger. En 2009, il remporte le championnat national du contre-la-montre individuel dans la catégorie élite sans contrat. Il prend également la deuxième place de la course sur route. Les années suivantes, il conserve son titre national dans le contre-la-montre individuel à quatre autres reprises. 
En 2013, il fait partie des cyclistes luxembourgeois sélectionnés pour les Jeux des petits États d'Europe à Luxembourg. Dans le contre-la-montre, il rate de peu une médaille en prenant la quatrième place. La même année, il participe au Tour de Luxembourg, toujours avec la sélection nationale luxembourgeoise.

### Focus sur l'ultracyclisme depuis 2011
En 2011, il dispute sa première course d'ultracyclisme. Dans le Tour du Mont Blanc, les participants doivent parcourir 335 km et plus de 8 100 m d'ascension, répartis sur sept sommets autour du mont Blanc. Dès sa première participation, il prend la première place. L'année suivante, il répète ce succès au classement final. En 2013 et 2014, il termine la course à la deuxième place.
Ralph Diseviscourt se spécialise alors dans ce type de course. En 2014, il participe pour la première fois au « Raid Provence Extrême » (RPE), une course cycliste de 590 km de plus de 10 000 hm, qui traverse la Provence (France). Longtemps en tête de course, il percute cependant un sanglier pendant l'épreuve et doit céder la première place à Omar Di Felice . À l'arrivée, les deux n'étaient qu'à cinq minutes d'intervalle.
La même année, il a participé à la Race Across the Dolomits, la Dolomitica. La course de 585 km comporte plus de 15 cols et permet aux participants de parcourir plus de 16 000 hm. Diseviscourt remporte la course et se qualifie pour la Race Across America.
L'année 2015 est consacrée à la préparation de la Race Across America. Pour l'occasion, des amis et des proches créent le "Team Dizzy", pour l’accompagner lors de ses courses. En mai, il remporte le Raid Provence Extreme avec une longue avance. En juin, il participe pour la première fois à la Race Across The Alps (RATA), où il prend la troisième place.

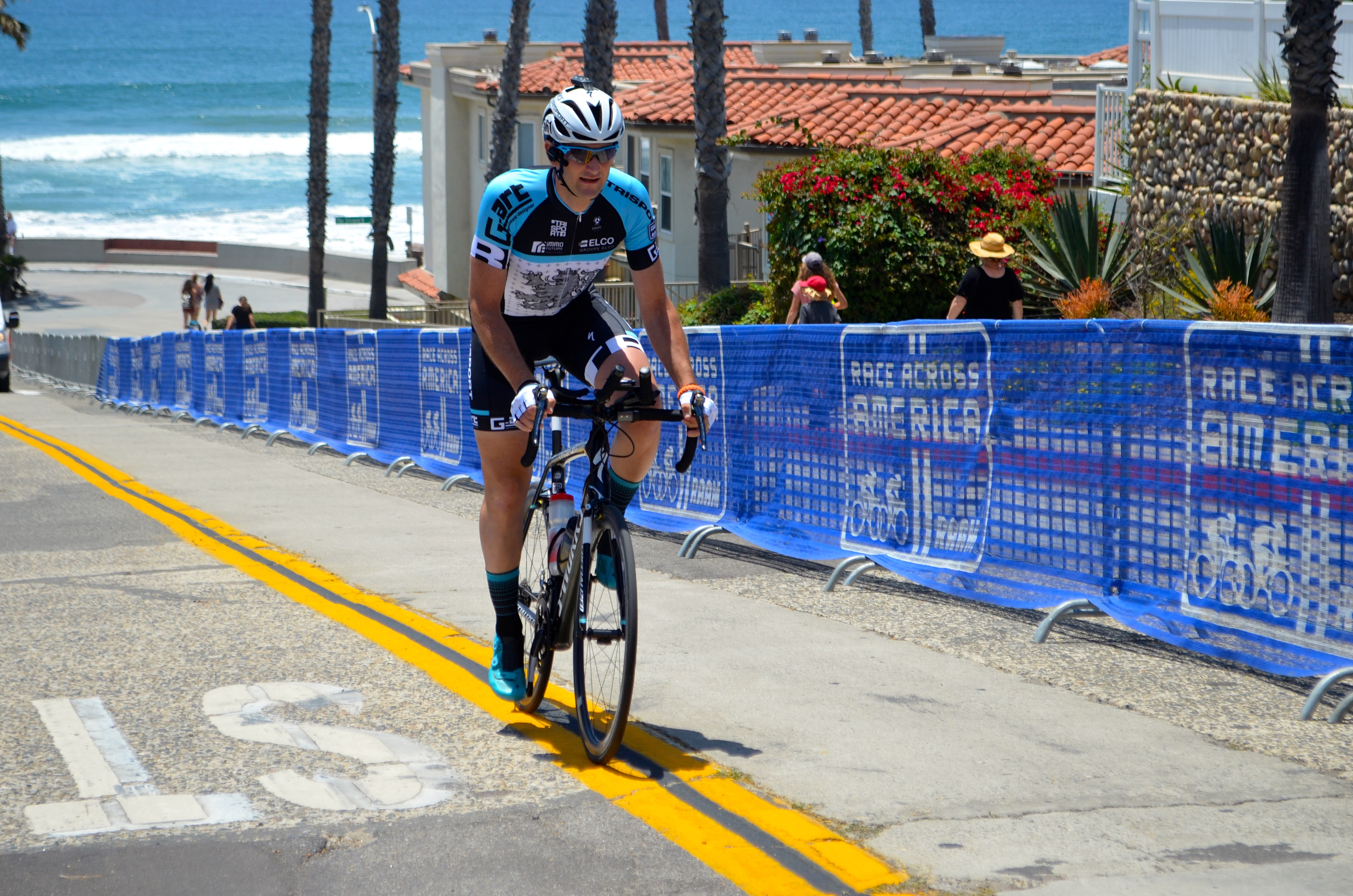
Ralph Diseviscourt lors de la Race Across America 2016.

En août 2015, Diseviscourt et son équipe de quatre forme le Tortour (de), également connu sous le nom de « Race around Switzerland ». Dans cette course cycliste non-stop, les participants doivent parcourir environ 1 000 km et 14 500 m d'ascension. Dans des conditions météorologiques pluvieuses, rencontrées par Diseviscourt, il termine la course en toute sécurité à la première place après 36:51:22 h. 
En juillet 2016, il participe finalement à sa première Race Across America, qui s'étend sur 4 940 km de l'Ouest américain à la côte est. Il en prend la quatrième place, avec un temps de 10 jours, 18 heures et 19 minutes. Peu de temps après, en tant que vainqueur sortant, il participe de nouveau au Tortour (de), où il doit admettre sa défaite face au Suisse Lionel Poggio. 
Après une troisième place lors de sa première participation à la Race Around Slovenia, il a également obtenu une deuxième place à la Race Around Austria en 2017. En 2018, il commence avec une autre victoire à la Race Across Italy. Le 22 juin, il arrive deuxième de la Race Across America : il a eu besoin de 9 jours, 12 heures et 33 minutes pour les 4 935 km et est donc deuxième derrière Christoph Strasser (8 jours, 1 heure et 23 minutes). Il termine la saison avec une victoire dans la 10e édition du Tortour (de). 
Le 11 juillet 2020, Diseviscourt tente de battre le record du monde des 24 heures en cyclisme. Le précédent record officiel de l'Australien Mich Anderson (894,35 kilomètres) a été battu par Diseviscourt avec 915,39 kilomètres. Il a donc parcouru en moyenne 38,1 km/h pendant tout le temps. De plus, Diseviscourt a battu les records pour 100 kilomètres, 100 milles, 200 kilomètres, 200 milles, 500 kilomètres, 500 milles et plus de 6 heures dans sa tentative,.

## Palmarès
- 2009
  -  Champion du Luxembourg du contre-la-montre élites sans contrat
  - 3e du championnat du Luxembourg élites sans contrat
- 2010
  -  Champion du Luxembourg du contre-la-montre élites sans contrat
- 2011
  -  Champion du Luxembourg du contre-la-montre élites sans contrat
  - Tour du Mont Blanc
  - 2e du championnat du Luxembourg élites sans contrat
  - 2e du championnat du Luxembourg du contre-la-montre
- 2012
  -  Champion du Luxembourg du contre-la-montre élites sans contrat
  - Tour du Mont Blanc
  - 3e du championnat du Luxembourg du contre-la-montre
- 2013
  - 2e du championnat du Luxembourg du contre-la-montre élites sans contrat
  - 2e Tour du Mont Blanc
- 2014
  -  Champion du Luxembourg du contre-la-montre élites sans contrat
  - 2e Tour du Mont Blanc
  - 2e Raid Provence Extrême
  - Race Across the Dolomites
- 2015
  - Raid Provence Extrême
  - 3e Race Across the Alps
  - Tortour (de)
- 2016
  - Race Across Italy (de)
  - 4e Race Across America, King of the Mountains, King of the Prairies
  - 2e Tortour
- 2017
  - 4e Race Around Slovenia
  - Dolomitics24
  - 2e Race Around Austria
- 2018
  - Race Across Italy (de)
  - 2e Race Across America, Jure Robic Award
  - Tortour (de)
- 2019
  - Race Across France
  - Glocknerman (de)[14]
  - Race Across Italy
- 2020
  - 24h World Record, WUCA category "outdoor track"
  - 3e Race Around Austria
  - Dizzy Challenge 500 (Lux)
- 2021
  - 24h World Record, WUCA category "outdoor velodrome"
- 2022
  - Race Across France
  - Double Everesting World Record 22h14min14sec
- 2023
  - 3e Race Across Italy
  - Tour des Stations Ultimate 1000km

## Classements mondiaux
| Année           | 2007 | 2008 | 2009 | 2010 | 2011 | 2012   |
| --------------- | ---- | ---- | ---- | ---- | ---- | ------ |
| UCI Europe Tour | 967e |      | 994e |      | 713e | 1 139e |